# Ндьяй, Пап
Пап Ндиайе, во французской транскрипции Пап Ндьяй (фр. Pap Ndiaye), при рождении Папа Н’диайе (фр. Papa N'diaye; род. 25 октября 1965, Антони) — французский историк и политик, министр национального просвещения и по делам молодёжи (2022—2023).

## Биография
Родился 25 октября 1965 года в Антони (О-де-Сен), старший брат романистки, лауреатки Гонкуровской премии Мари Ндьяй. Отец — уроженец Сенегала, мать — француженка.
Окончил лицей Лаканаля в Со (О-де-Сен) и парижский Лицей Генриха IV, получил степень агреже по истории в Высшей нормльной школе Фонтене-Сен-Клу, преподавал в Высшей школе социальных наук (EHESS). В 1991—1997 годах жил в США, где собирал материалы для своей работы о корпорации DuPont и примкнул к ассоциации чернокожих студентов, обретя интерес к осмыслению своих африканских корней. По возвращении во Францию сделал положение меньшинств главной темой своих исследований, в 2004 году стал соучредителем Круга действий за продвижение разнообразия во Франции (Cercle d’action pour la promotion et la diversité en France). С 1998 по 2013 год являлся доцентом EHESS, работая в Центре североамериканских исследований при ней. Преподавал в университете Пенсильвании, был приглашённым профессором в Северо-Западном университете и в университете Нью-Йорка.
В ходе президентской кампании 2012 года публично поддерживал кандидатуру социалиста Франсуа Олланда.
1 марта 2021 года назначен директором Музея иммиграции во Дворце Порт-Доре.
20 мая 2022 года получил портфель министра национального просвещения и по делам молодёжи при формировании правительства Борн.
4 июля 2022 года сохранил свою должность в новом правительстве Борн.
9 декабря 2022 года, в «день лаицизма» (он отмечается в школах с 2015 года) Ндьяй обнародовал статистику нарушения принципов секуляризма в системе среднего общего образования Франции: 313 случаев в сентябре, 720 в октябре и 353 в ноябре. 16 % инцидентов приходится на школы первой ступени, 48 % — на коллежи и 36 % — на лицеи. Самый распространённый вид нарушений (39 % из общего количества) — ношение религиозных символов и одежды.
20 июля 2023 года в правительстве произошли кадровые перестановки, вследствие которых Ндьяй был выведен из его состава, а его кресло занял Габриэль Атталь.

## Публикации
- Американские чернокожие: от рабства до Black Lives Matter / Les Noirs américains : De l’esclavage à Black Lives Matter, Tallandier, 2021, 269 p. (ISBN 979-10-210-5078-5, BNF 46886802);
- Обама в чёрной Америке / Obama dans l’Amérique noire, Calmann-Lévy, coll. " Sciences Humaines et Essais ", 2012, 150 p., 13,50 x 18,80 cm (ISBN 978-2-7021-4351-3 et 2-7021-4351-2);
- Американские чернокожие: на марше за равенство / Les Noirs américains : en marche pour l'égalité, Paris, Gallimard, coll. " Découvertes Gallimard / Histoire " (no 542), 2009, 159 p., 18 cm (ISBN 978-2-07-036040-6);
- Положение чернокожих: эссе об одном французском меньшинстве / La Condition noire : essai sur une minorité française (préf. Marie NDiaye), Paris, Gallimard, 2009 (réimpr. 2011 et 2017) (1re éd. 2008 chez Calmann-Lévy, 435 p., 23 cm), 521 p., 18 cm (ISBN 978-2-07-036153-3);
- Нейлон и бомбы: Du Pont de Nemours, рынок и американское государство, 1900—1970 / Du nylon et des bombes : Du Pont de Nemours, le marché et l'État américain, 1900—1970, Paris, Belin, coll. " Cultures américaines ", 2001, 397 p., 22 cm (ISBN 2-7011-2990-7).

### В соавторстве
- Pap Ndiaye et Louise Madinier, Le Modèle noir, de Géricault à Matisse, la chronologie, Paris, Flammarion, coll. " Musée d’Orsay ", 2019, 96 p., 15,4 x 1,1 x 22,4 cm (ISBN 978-2-08-148586-0);
- Alya Aglan et Robert Frank (dir.), Pap Ndiaye et al. (ouvrage collectif, 22 auteurs), 1937—1947 : la guerre-monde (tome 2), Gallimard, coll. " Folio histoire ", 2015, 1072 p., 12,5 x 19 cm (ISBN 978-2-07-046417-3);
- Pauline Peretz (dir.), Pap Ndiaye, Simon Hall, Andrew Diamond et al., L’Amérique post-raciale ?, Paris, PUF, coll. " La Vie des idées ", 2013 (réimpr. 2019), 109 p., 19 cm (ISBN 978-2-13-061931-4);
- Pap Ndiaye et Andrew Diamond (trad. de l’anglais par Caroline Rolland-Diamond), Histoire de Chicago, Paris, Fayard, 2013, 520 p., 24 cm. (ISBN 978-2-213-64255-0);
- Pap Ndiaye, Jean Heffer et François Weil (trad. de l’anglais, textes réunis par), La Démocratie américaine au XXe siècle, Paris, Belin, coll. " Cultures américaines ", 2000, 319 p., 22 cm (ISBN 2-7011-2653-3).